# 舞台上
《舞台上》，香港歌手羅文於1983年1月推出的音樂專輯。

## 音樂
歌曲被指配合表演之用，專輯故而得名，曲順編排亦可按一場演唱會的流程來欣賞。
音樂風格、節奏、基調多樣，有粵曲《寶玉成婚》、揉合饒舌（或數白欖）、電子等音樂元素的《激光中》；曲調抒情的《想你開心》、節奏快速強勁的《熱浪》、懷舊曲風的《一聲舊調》和《舞者》。
歌詞則刻畫歌者種種心聲，如《面譜》中表演者內心的矛盾；《激光中》裡歌手忘我地演出，希望聽眾共舞回應；《願望就是明天》描寫安歌時歌手和觀眾的「情感交融」。

### 寶玉成婚
黃霑和羅文自小都受粵劇文化薰陶，但這是他們首次創作和及灌錄粵曲。歌詞描寫《紅樓夢》（續書）的賈寶玉身陷調包計以為將與林黛玉成婚時的心情。製作方原想配以流行化的編曲，但粵劇的韻味全失，便另邀粵劇樂師伴奏。羅文早在1982年12月的無線大型綜藝節目《歡樂滿東華》就表演過此曲。

## 美術
羅文身穿白色電單車皮褸握著咪高峰，背景是多盞射燈，JET雜誌形容是當時樂壇的大排場之作。

## 宣傳和商業成績
同期，羅文於利舞台劇場舉行一連四場「舞台上的羅文」演唱會。
《願望就是明天》、《激光中》躋身無線電視的勁歌金曲1983年第一季優秀選十首歌曲。前者亦曾登上香港電台中文歌曲龍虎榜一周冠軍；後者於年末成為1983年度十大勁歌金曲頒獎典禮的十大勁歌金曲。
1984年，此專輯成為香港IFPI認証的白金唱片。

## 曲目
| A面  | A面      | A面    | A面                     | A面                            | A面  |
| 曲序 | 曲目     |        | 作曲                    | 编曲                           | 时长 |
| ---- | -------- | ------ | ----------------------- | ------------------------------ | ---- |
| 1.   | 為你歌唱 | 鄭國江 | 羅迪                    | 羅迪                           | 3:28 |
| 2.   | 面譜     | 林振強 | 林慕德                  | 林慕德                         | 3:29 |
| 3.   | 想你開心 | 黃霑   | 黃霑                    | 羅迪                           | 3:12 |
| 4.   | 一點溫馨 | 詹惠風 | 歌詩寶（Vic Cristobal） | 歌詩寶                         | 2:34 |
| 5.   | 且休嘆息 | 鄭國江 | 羅迪                    | 羅迪                           | 3:57 |
| 6.   | 寶玉成婚 | 黃霑   | 黃霑                    | 朱慶祥中樂拍和，顧嘉煇弦樂編曲 | 4:45 |

| B面  | B面          | B面    | B面             | B面             | B面  |
| 曲序 | 曲目         |        | 作曲            | 编曲            | 时长 |
| ---- | ------------ | ------ | --------------- | --------------- | ---- |
| 1.   | 激光中       | 林振強 | 林慕德          | 林慕德          | 3:34 |
| 2.   | 舞者         | 林振強 | 歌詩寶          | 歌詩寶          | 2:01 |
| 3.   | 紅紫色紙扇   | 林振強 | 林慕德          | 林慕德          | 4:08 |
| 4.   | 一句舊調     | 黃霑   | 黃霑            | 顧嘉煇          | 2:50 |
| 5.   | 喜相逢       | 黃霑   | 歌詩寶          | 歌詩寶          | 2:49 |
| 6.   | 熱浪         | 黃霑   | Joey Villanueva | Joey Villanueva | 2:23 |
| 7.   | 願望就是明天 | 鄭國江 | Joey Villanueva | Joey Villanueva | 3:47 |